# La Fuite de monsieur Monde
Pour l'adaptation, voir La Fuite de monsieur Monde (téléfilm).
La Fuite de monsieur Monde est un roman de Georges Simenon, publié en 1945.
Écrit à Saint-Mesmin-le-Vieux (Vendée) en mars 1944, il est achevé le 1er avril. Il fait  partie de la série des « romans durs » de son auteur.

## Résumé
Norbert Monde est un homme à la sensibilité frustrée, déçu par sa famille. Il a déjà eu des velléités de fuir, et le jour de ses 48 ans, il décide de quitter tout, pour changer d'existence. Il disparaît donc, non sans emporter une somme de 300 000 francs. Sa femme, personne sèche et sans cœur, le fait rechercher par la police : il faut qu'elle prouve qu'il est vivant, afin d'avoir accès à leurs coffres en banque. 
M. Monde commence par modifier complètement son apparence : il rase sa moustache, troque ses vêtements contre un costume fripé et mènera désormais une existence pauvre, fasciné par sa propre humiliation morale et sociale.
Arrivé à Marseille dans un modeste hôtel, il empêche sa voisine de chambre, Julie, de se suicider après avoir été abandonnée par son amant. M. Monde aidera Julie, et la liaison qu'il ébauche avec elle lui permettra de se découvrir humain et bon. Un jour, son argent lui est dérobé, sans qu'il s'en affecte beaucoup. 
Le couple se rend alors à Nice pour chercher du travail. M. Monde est employé au « Monaco », un dancing où Julie s'est fait engager comme entraîneuse ; lui-même se fait appeler Désiré Clouet. C'est là qu'il revoit accidentellement Thérèse, sa première femme, devenue morphinomane et qui se fait entretenir par « l'Impératrice », une vieille et riche demi-mondaine. Celle-ci étant venue à mourir, Thérèse est jetée à la rue. M. Monde la recueille et la fait soigner. Puis, il rentre à Paris avec elle et la confie à un médecin de ses amis qui lui trouvera un logement et la soignera, le tout aux frais de M. Monde. 
Cependant, contrairement à ce que Thérèse a pu croire, ce n'est pas pour elle qu'il est revenu : M. Monde rentre chez lui, sans prévenir, et, comme si rien ne s'était passé, il reprend la routine quotidienne. Intérieurement, pourtant, il a changé : à son malaise d'avant la fuite, il oppose une « froide sérénité ».

## Fiche signalétique

### Cadre spatio-temporel
Paris. Marseille. Nice. Époque contemporaine

### Personnages
- Norbert Monde, 48 ans, directeur d'une firme de commission-exportation, divorcé puis remarié, père de deux enfants adultes.
- Madame Monde, son épouse
- Thérèse, son ex-épouse
- Julie, jeune entraîneuse à Nice

## Aspects particuliers du roman
Bâti sur le thème de la déviance, le roman, une fois dépassées les premières pages consacrées à la disparition de Norbert Monde, suit la vie d'un homme d'âge mur, respectable et respecté, qui rompt avec son milieu et ses habitudes. Le changement est pour lui comme une seconde naissance qui l'aidera à découvrir les sensations, les gens et surtout lui-même.

## Éditions
- Édition originale : La Jeune Parque, 1945
- Livre de Poche n° 14283, 2000  (ISBN 978-2-253-14283-6)
- Tout Simenon, tome 1, Omnibus, 2002  (ISBN 978-2-258-06042-5)
- Romans durs, tome 6, Omnibus, 2012  (ISBN 978-2-258-09360-7)
- Romans durs, tome 6, Omnibus, 2023  (ISBN 978-2-258-20263-4)

## Adaptation
- 2004 : La Fuite de monsieur Monde, téléfilm de Claude Goretta, avec Bernard Le Coq.

## Source
- Maurice Piron, Michel Lemoine, L'Univers de Simenon, guide des romans et nouvelles (1931-1972) de Georges Simenon, Presses de la Cité, 1983, p. 120-121  (ISBN 978-2-258-01152-6)